# Brooklyn Heights (New York)

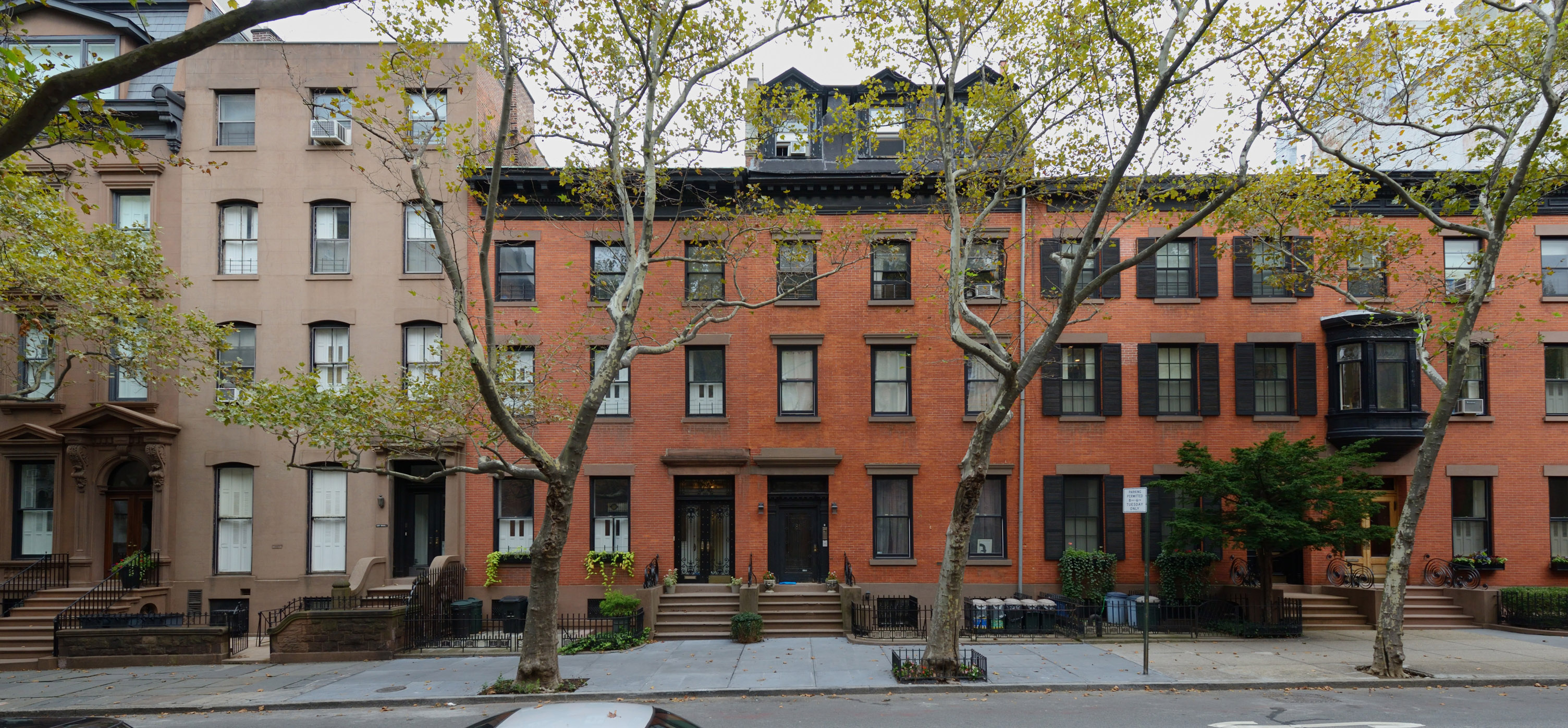
Typische bebouwing in Brooklyn Heights

Brooklyn Heights is een woonwijk in het noordwesten van het New Yorkse stadsdeel Brooklyn. De wijk wordt begrensd in het noorden door Old Fulton Street nabij de Brooklyn Bridge, Cadman Plaza West in het oosten, Atlantic Avenue in het zuiden en de Brooklyn-Queens Expressway of de East River en Brooklyn Heights Promenade in het westen. Aangrenzende buurten zijn Dumbo in het noorden, Downtown Brooklyn in het oosten en Cobble Hill en Boerum Hill in het zuiden. De East River scheidt de wijk van het Financial District  in Manhattan. De wijk heeft een oppervlakte van 1,04 km² telde in 2020 25.092 inwoners.
Brooklyn Heights ligt op een verhoogd plateau boven de zuidelijke oever van de East River. De Lenape-indianen, ooit hier inheems, noemden het gebied "Ihpetonga" (hoge zandbank). De wijk is gegroeid uit de nederzetting Breuckelen in Nieuw-Nederland.
Oorspronkelijk Brooklyn Village genoemd, is het sinds 1834 een prominente wijk van Brooklyn. De buurt staat bekend om haar laagbouwarchitectuur en de vele bruinstenen rijtjeshuizen, waarvan de meeste gebouwd zijn voor de Amerikaanse Burgeroorlog. Het heeft ook een overvloed aan opmerkelijke kerken en andere religieuze instellingen. De eerste kunstgalerie van Brooklyn, de Brooklyn Arts Gallery, werd in 1958 in Brooklyn Heights geopend. In 1965 werd een groot deel van Brooklyn Heights beschermd tegen ongecontroleerde ontwikkeling door de oprichting van het Brooklyn Heights Historic District, het eerste dergelijke district in New York. De wijk werd in 1966 toegevoegd aan het National Register of Historic Places.
Brooklyn Heights is met Manhattan verbonden door de metro (via de Clark Street Tunnel en de Cranberry Street Tunnel) en regelmatige veerdiensten. Het is ook gemakkelijk bereikbaar vanuit Downtown Brooklyn.
De wijk werd mee internationaal bekend als de habitat van de Huxtables in The Cosby Show, maar ook filmscènes van onder meer Three Days of the Condor en Moonstruck gebruiken de typische uitzichten van de wijk als referentiepunten.